# Cangur negre
El cangur negre (Osphranter bernardus) és una espècie de macròpode limitat a una petita àrea muntanyosa de la Terra d'Arnhem (Territori del Nord), entre el riu Alligator Meridional i Nabarlek. És classificat com a gairebé amenaçat, principalment a causa de la seva distribució limitada. Fou anomenat en honor del naturalista angloaustralià Bernard Henry Woodward.